# Marpessa Dawn
Pour les articles homonymes, voir Dawn.
Marpessa Dawn, de son vrai nom Gypsy Marpessa Menor, née le 3 janvier 1934 à Redstone Township (États-Unis d’Amérique) et morte le 25 août 2008 dans le 13e arrondissement de Paris, est une actrice, danseuse et chanteuse américaine naturalisée française, surtout connue pour avoir interprété le rôle féminin principal du film Orfeu Negro, un film au succès mondial, primé de la Palme d'or en 1959 au festival de Cannes et de l'Oscar du meilleur film étranger en 1960.

## Biographie

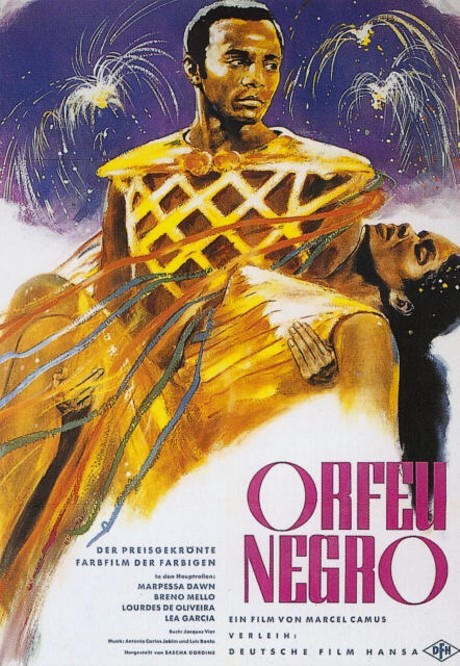
Poster de Helmuth Ellgaard sur Orfeu Negro, avec Breno Mello et Marpessa Dawn

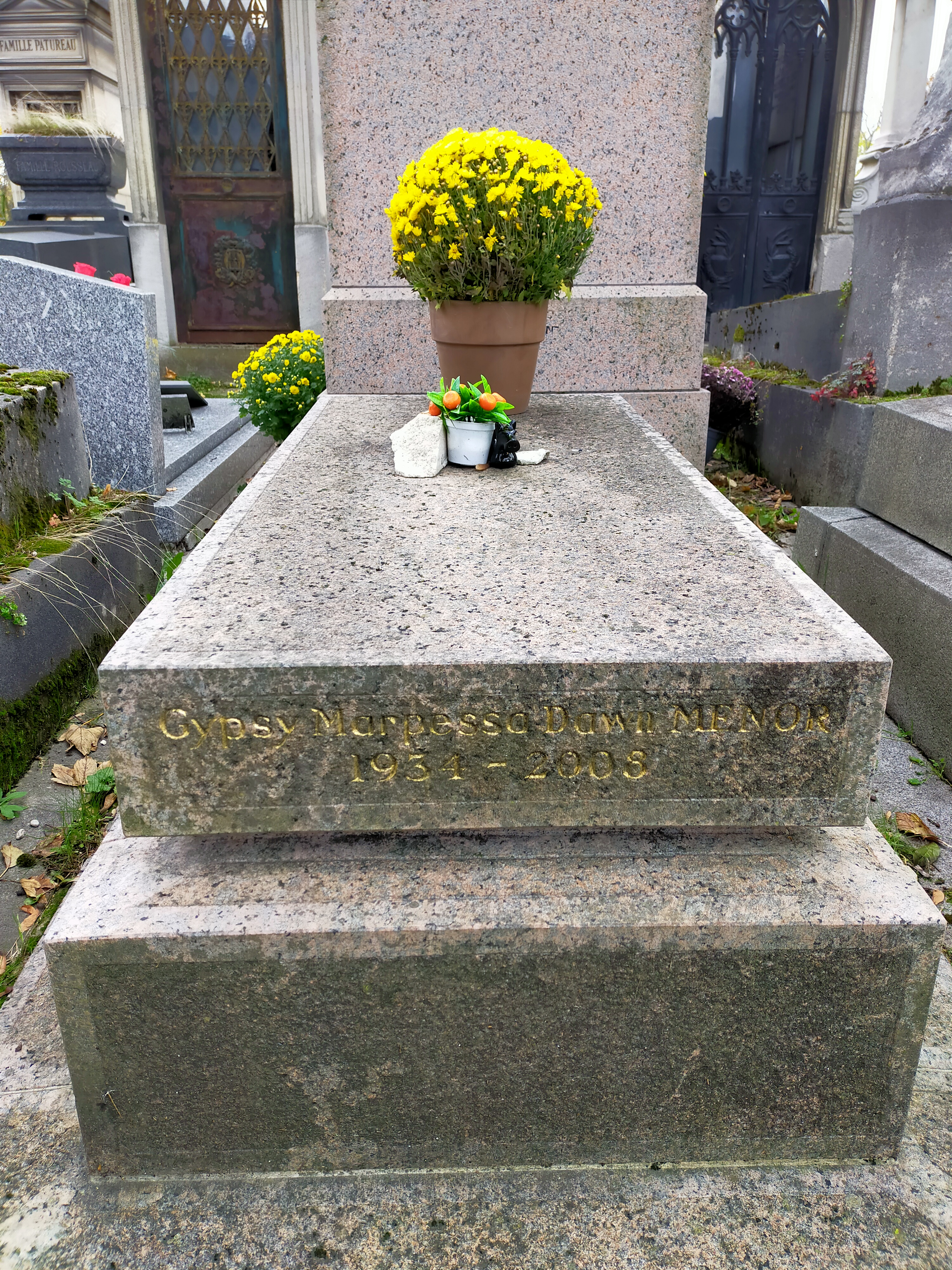
La tombe de Marpessa Dawn au cimetière du Père-Lachaise

Née dans une ferme près de Pittsburgh, en Pennsylvanie, au sein d’une famille afro-américaine et philippine, elle  travaille en tant que laborantine à New York avant d'être envoyée en Angleterre, encore adolescente, pour servir de domestique. Mais cette jeune fille rêve d'un autre avenir et d'autres horizons, et réussit à décrocher des rôles  mineurs à la télévision.  Puis, en 1953, elle gagne la France, travaille occasionnellement comme gouvernante, chante et danse dans les boîtes de nuit. En 1957, elle interprète un petit rôle dans Élisa, un film de Roger Richebé, auprès de Serge Reggiani et Dany Carrel, puis, elle joue à Londres dans The Woman Eater, un film de Charles Saunders et dans un épisode de la série télévisée Armchair Theatre. En 1958, elle convainc Gérard La Viny de l'engager comme chanteuse, à La Canne à sucre, un cabaret antillais de Montmartre, et rencontre le réalisateur Marcel Camus.
À 24 ans, elle obtient le rôle d'Eurydice dans son film Orfeu Negro. Le film remporte la Palme d'or au Festival de Cannes 1959 et l'Oscar du meilleur film en langue étrangère  en 1960. Elle se marie avec l’acteur belge Eric Vander. Considérée d’une grande beauté,  elle est citée comme une des vedettes préférées des Parisiens, par le journal Le Monde en 1959,, et fait également l’objet d’articles dans la presse américaine,  celle s’adressant au lectorat afro-américain comme Jet ou Ebony, mais aussi dans des magazines plus généralistes comme Life.
Marpessa Dawn reste en France, espérant y prolonger sa carrière artistique en bénéficiant de la notoriété acquise. En 1960, elle est une des actrices principales du film d'Edmond Agabra, Le Trésor des hommes bleus, avec Lex Barker et Odile Versois. En 1966, elle interprète le premier rôle dans Chérie Noire. Dans cette comédie mise en scène par François Campaux, et présentée en  France, en Belgique, en Suisse, en Tunisie, en Algérie et au Maroc, sa prestation est remarquable. Cette pièce est également diffusée à la télévision dans la série Au théâtre ce soir de Pierre Sabbagh. En 1969, elle joue dans Le Bal du comte d'Orgel de Marc Allégret aux côtés de Jean-Claude Brialy et de Micheline Presle. Mais elle ne se voit proposer que peu de rôles intéressants dans les années 1960, et bien moins encore les années suivantes, par un milieu cinématographique ou par une télévision française conventionnels. Elle participe en 1972 au tournage du film Bel ordure, réalisé par Jean Marbœuf, et en 1974 à Sweet Movie de Dušan Makavejev. En 1995, la réalisatrice Françoise Etchegaray la sollicite pour le film Sept en attente, et la sort momentanément de l'oubli.
Elle apparaît encore en 2005 dans un documentaire  consacré à Vinícius de Moraes, l’auteur de la pièce de théâtre originale dont le film Orfeu Negro est une adaptation. Après avoir vécu de façon discrète et de nouveau très modeste dans le treizième arrondissement, elle décède dans le 13e arrondissement de Paris le 25 août 2008, d’une crise cardiaque, comme l’acteur brésilien Breno Mello, son compagnon dans ce film de 1959, mort quelques semaines plus tôt. Elle avait 74 ans, cinq enfants et quatre petits-enfants. Elle est inhumée au cimetière du Père-Lachaise (90e division).

## Filmographie
- 1955 : Afrique sur Seine.
- 1956 : Élisa.
- 1957 : The Woman Eater – Native Sacrifice Girl.
- 1957 : Armchair Theatre.
- 1959 : Orfeu Negro – Eurydice.
- 1961 : Le Trésor des hommes bleus – Malika.
- 1967 : Salle n° 8 de Jean Dewever et Robert Guez (série télévisée) : Malou
- 1969 : Thibaud ou les Croisades de Henri Colpi (saison 2 épisode 6 : Le Manteau Blanc) : Laïla
- 1970 : Le Bal du Comte d'Orgel – Marie, 1970.
- 1971 : Traité du rossignol de Jean Fléchet : la femme du train
- 1973 : Bel ordure - Une prostituée.
- 1974 : Sweet Movie - Mama Communa, 1974.
- 1996 : Sept en attente de Françoise Etchegaray
- 2005 : Vinicius - Elle-même.

## Théâtre
- Chérie Noire, 1966.
- Le Jardin des délices, de Fernando Arrabal, mise en scène de Claude Régy, avec Delphine Seyrig, Jean-Claude Drouot et Bernard Fresson, 1969.